# واختانگ هاکوبیان
واختانگ هاکوبیان (ارمنی: Վախթանգ Հակոբյան؛ زادهٔ ۱۵ اوت ۱۹۷۵ در تسالکا) یک بازیکن فوتبال بازنشسته در پست مدافع اهل ارمنستان است.

## باشگاهی
از باشگاه‌هایی که در آن بازی کرده‌است می‌توان به دیلا گوری، پیونیک، آرارات ایروان، و گاندزاسار کاپان اشاره کرد.

## تیم ملی
وی در تیم ملی فوتبال ارمنستان بازی کرده‌است. هاکوبیان نخستین و تنها بازی ملی خود را که یک بازی دوستانه بود در تاریخ ۱۲ فوریه ۲۰۰۳ در رمت گن در مقابل اسرائیل انجام داده‌است.

### آمارهای تیم ملی
| تیم ملی فوتبال ارمنستان | تیم ملی فوتبال ارمنستان | تیم ملی فوتبال ارمنستان |
| سال                     | حضورها                  | گل‌ها                    |
| ----------------------- | ----------------------- | ----------------------- |
| ۲۰۰۳                    | ۱                       | ۰                       |
| مجموع                   | ۱                       | ۰                       |